# Buenaventura Lakes
Buenaventura Lakes est une census-designated place située dans le comté d’Osceola, dans l’État de Floride, aux États-Unis. Sa population s’élevait à 26 079 habitants lors du recensement de 2010.
Buenaventura Lakes se situe au nord-est de Kissimmee.

## Démographie
| Groupe            | Buenaventura Lakes | Floride | États-Unis |
| ----------------- | ------------------ | ------- | ---------- |
| Blancs            | 61,2               | 75,0    | 72,4       |
| Autres            | 16,6               | 3,7     | 6,4        |
| Afro-Américains   | 14,2               | 16,0    | 12,6       |
| Métis             | 4,9                | 2,5     | 2,9        |
| Asiatiques        | 2,6                | 2,4     | 4,8        |
| Amérindiens       | 0,6                | 0,4     | 0,9        |
| Total             | 100                | 100     | 100        |
|                   |                    |         |            |
| Latino-Américains | 69,6               | 22,5    | 16,7       |

Selon l'American Community Survey pour la période 2010-2014, 65,35 % de la population âgée de plus de 5 ans déclare parler l'espagnol à la maison, 29,59 % déclare parler l’anglais, 2,38 % un créole français, 0,77 % une langue chinoise et 1,92 % une autre langue.
| 1990   | 2000   | 2010   | - | - | - |
| ------ | ------ | ------ | - | - | - |
| 14 148 | 21 778 | 26 079 | - | - | - |